# Morto mai
Morto mai è un brano musicale del rapper italiano Lazza, pubblicato il 1º marzo 2019, quarta traccia del secondo album in studio Re Mida.

## Descrizione
La produzione della traccia è stata affidata a Low Kidd. Una versione acustica è stata pubblicata il 4 ottobre 2019 con il titolo Morto mai (Piano solo).

## Classifiche

### Classifiche settimanali
| Classifica (2019) | Posizione massima |
| ----------------- | ----------------- |
| Italia            | 38                |